# Roland M. Gleszer

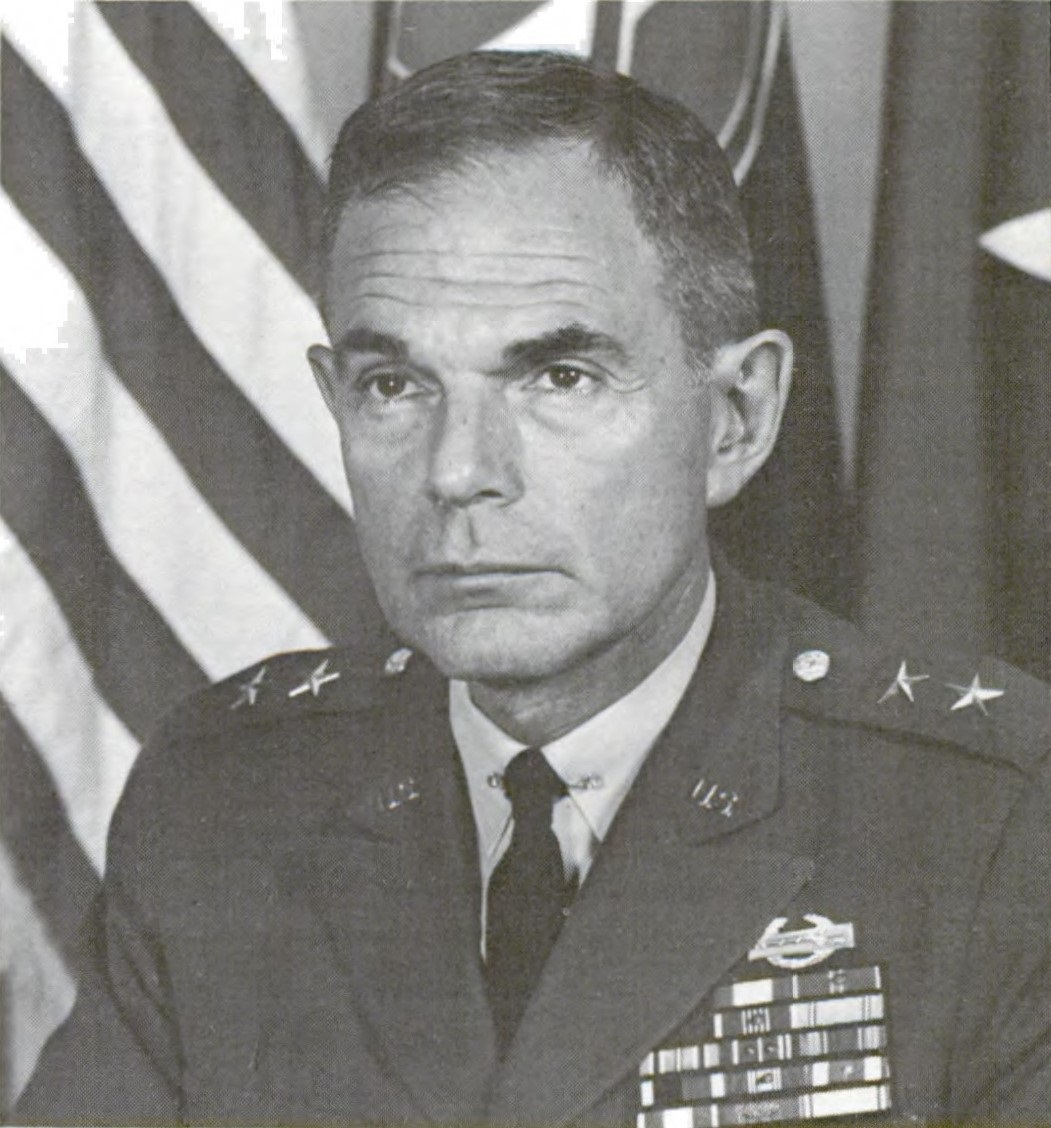
Roland M. Gleszer

Roland Merrill Gleszer (* 18. März 1915 in Brewer, Penobscot County, Maine; † 25. August 2000 in Saint Petersburg, Pinellas County, Florida) war ein Generalmajor der United States Army. Er war unter anderem Kommandeur der 5. Infanteriedivision.
Roland Gleszer war ein Sohn von Richter Edward I. Gleszer (1892–1961) und dessen Frau Ada M. Gleszer (1896–1979). Er besuchte die öffentlichen Schulen seiner Heimat. Anschließend studierte er an der University of Maine unter anderem das Fach Journalismus. In den Jahren 1936 bis 1940 durchlief er die United States Military Academy in West Point. Nach seiner Graduation wurde er als Leutnant der Infanterie zugeteilt. In der Armee durchlief er anschließend alle Offiziersränge vom Leutnant bis zum Zwei-Sterne-General.
Im Lauf seiner militärischen Karriere absolvierte Gleszer verschiedene Kurse und Schulungen. Dazu gehörten unter anderem der Basic Infantry Officers Course, das Command and General Staff College, das Armed Forces Staff College und das United States Army War College.
Im Dezember 1940 wurde er nach Fort Ord in Kalifornien versetzt, wo er in einer Kompanie des 32. Infanterieregiments diente. In seine Zeit in Fort Ord fiel der amerikanische Eintritt in den Zweiten Weltkrieg. In der Folge wurde er nach Camp Wolters in Texas versetzt, wo er zusammen mit anderen Offizieren auf einen Kriegseinsatz vorbereitet wurde. Diese Ausbildung wurde durch seine Berufung zu einem Studium am Command and General Staff College in Fort Leavenworth in Kansas unterbrochen, das er im April 1943 erfolgreich beendete.
Nach diesem Studium wurde Roland Gleszer zum 290. Infanterieregiment versetzt, wo er dessen Stabsabteilung S3 (Operationen) leitete. Das Regiment war Teil der gerade neu aufgestellten 75. Infanteriedivision. Die Division und die ihr unterstellten Einheiten wurden zunächst in verschiedenen amerikanischen Bundesstaaten auf einen Kriegseinsatz vorbereitet, ehe sie nach Europa verlegt wurden. Während dieser Zeit wurde Gleszer Kommandeur des 3. Bataillons des 290. Infanterieregiments. Nach zahlreichen Manövern kam die Division im November 1944 nach Großbritannien und im Dezember 1944 nach Frankreich und Belgien. Dort war sie und mit ihr auch Gleszers Bataillon an der Abwehr der deutschen Ardennenoffensive beteiligt. In der Folge war er am weiteren Vormarsch der 75. Infanteriedivision beteiligt.
Nach dem Ende des europäischen Teils des Zweiten Weltkriegs verblieb Roland Gleszer in Europa, wo er bis Juni 1947 dem Stab des Hauptquartiers der dortigen amerikanischen Truppen angehörte. Zwischen Juni 1947 und April 1950 leitete er die Stabsabteilung G2 (Nachrichtendienste) im neugeschaffenen Heeresministerium. Daran schloss sich eine Versetzung zum Eniwetok-Atoll an, wo er Stabschef der Joint Task Force 3 wurde, die Atombombentests in der Gegend durchführte. Danach gehörte er in ähnlicher Funktion dem Stab der Joint Task Force 132 an, die Wasserstoffbomben erprobte.
Im Juli 1953 erfolgte seine Versetzung nach Saudi-Arabien, wo er dem Stab der amerikanischen Militärberatergruppe für dieses Land angehörte. Im weiteren Verlauf seiner militärischen Karriere gehörte Gleszer dem Stab der Infantry School an. Er wurde nach Hawaii zur 25. Infanteriedivision versetzt. Dort war er zunächst Kommandeur eines Bataillons, stellvertretender und dann regulärer Kommandeur einer Brigade und schließlich Stabschef der Division. Zwischen 1961 und 1964 war er in verschiedenen Funktionen Stabsoffizier bei der Militärakademie in West Point.
In der Folge gehörte Gleszer der Stabsabteilung G1 (Personal) im Heeresministerium an. Im Juli 1965 wurde er, inzwischen als Brigadegeneral, nach Südkorea versetzt, wo er die Stabsabteilung für Manöver der 2. Infanteriedivision leitete. Im August 1966 kehrte er nach Washington, D.C. zurück, wo er dem Stab des Comptroller of the Army angehörte. Zwischen dem 3. Juni 1968 und dem 17. September 1969 kommandierte er die 5. Infanteriedivision, die in Fort Carson stationiert war. Allerdings wurden große Teile der Division ab 1968 im Vietnamkrieg eingesetzt. Nach dem Ende seines Kommandos als Divisionskommandeur wurde Gleszner am 1. September 1969 neuer Kommandeur des United States Army Military District of Washington. Dieses Amt hatte er bis zum April 1972 inne. In dieser Zeit wurde dieses Kommando aufgewertet und direkt dem Heeresministerium unterstellt. In Gleszers Zeit als Kommandeur dieses Militärbezirks fielen viele Unruhen und teilweise gewalttätige Demonstrationen in der amerikanischen Bundeshauptstadt. Es war eine Zeit der Unruhen nach den politischen Attentaten im Jahr 1968 auf Martin Luther King und Robert F. Kennedy. Zudem gab es weiterhin Demonstrationen im Zusammenhang mit der Rassenfrage und gegen den Vietnamkrieg. Nach dem Ende dieses Kommandos war er bis zu seiner Pensionierung im Jahr 1973 Stabsoffizier beim Chief of Staff of the Army.
Nach seiner Pensionierung zog Roland Gleszer nach Saint Petersburg in Florida, wo er den Rest seines Lebens verbrachte. Er engagierte sich in zahlreichen Organisationen und Vereinigungen sowohl militärischer als auch ziviler Art. Er starb am 25. August 2000 und wurde auf dem amerikanischen Nationalfriedhof Arlington beigesetzt.

## Orden und Auszeichnungen
Roland Glaeser erhielt im Lauf seiner militärischen Laufbahn unter anderem folgende Auszeichnungen:
- Army Distinguished Service Medal
- Legion of Merit
- Bronze Star Medal
- Kriegskreuz (Frankreich)